# Emphreus fuscovariegatus
Emphreus fuscovariegatus är en skalbaggsart som först beskrevs av Stefan von Breuning 1940.  Emphreus fuscovariegatus ingår i släktet Emphreus och familjen långhorningar.
Artens utbredningsområde är Kenya. Inga underarter finns listade i Catalogue of Life.